# Хеффернан, Гэвин
Гэвин Хеффернан (англ. Gavin Heffernan; род. 2 апреля 1980) — канадский режиссёр, сценарист и фотограф.

## Биография
Вместе с партнером по сценарию Адамом Робителом он написал психологический фильм ужасов «Похищение Деборы Логан» (2014) и «Паранормальное явление: призрачное измерение» студии Paramount (2015). В июле 2021 года Deadline сообщил, что Хеффернан и Робител объединились с Дарреном Аронофски в триллере для Netflix под названием The Craving. В июле 2019 года издание Deadline сообщило, что Хеффернан и Робитель объединились с Сэмом Рэйми для работы над «Безымянным сверхъестественным триллером» для Sony Pictures.
Также известен как режиссёр экспериментальных визуальных работ, в первую очередь покадровой съемки, представленных в туре Rolling Stones «Zip Code» 2015 года, а также в их шоу Desert Trip в 2016 году. Хеффернан также участвовал в оформлении концертов Pink Floyd Роджера Уотерса в 2016 году, прощального тура Пола Саймона Homeward Bound Farewell Tour в 2018 году и тура Джона Майера Sob Rock в 2022 году.
Выпускник Университета Макгилла и Американского института кино. Во время учёбы в Макгилле в Монреале, Квебек, Гэвин написал, снял и снялся в художественном фильме «Истек срок» (2003). Несмотря на скудный бюджет в 10 000 долларов, «Expiration» был удостоен премии Большого жюри в Торонто на Фестивале канадских кинематографистов в 2004 году, получил 76 % оценок критиков за «Rotten Tomatoes» и признание изданий «Variety» и «Ain’t it Cool News».
Премьера его нетрадиционного антивоенного документального фильма «Великое колесо» (2008) состоялась на SXSW, а его показ был показан на более чем пятидесяти кинофестивалях в двадцати странах. Премьера его коллекции экспериментальных короткометражек о грехопадении человека 2010 года под названием «Деволюция» состоялась на кинофестивале во Флориде, а на кинофестивале HollyShorts 2010 он получил приз зрительских симпатий. Премьера научно-фантастического продолжения «Деволюция: Расплата» состоялась в 2011 году на Фестивале нуво-кино в Монреале.
В октябре 2011 года журнал Variety объявил, что Хеффернан был назначен соавтором экранизации романа Рэя Манзарека « Поэт в изгнании», исследующего идею о том, что Джим Моррисон из The Doors инсценировал свою смерть в 1971 году.
Замедленная съемка Хеффернана была показана в фильме Леонардо Ди Каприо « Лед в огне» о глобальном потеплении для HBO, рейсах Virgin America, BBC Earth, первом шоу Браво по сценарию «Путеводитель по разводу для подруг» и во многих других средствах массовой информации и телевидении, включая The New York Times, CNN, Time, National Geographic, CBS News, и Wired. Боррего-Спрингс, штат Калифорния, назвал свой городской фестиваль 2014 года в честь астрономического таймлапса Хеффернана «Звездный танец Боррего», а сенатор Джоэл Андерсон впоследствии назвал 25 октября «Днем Гэвина Хеффернана» в округе Сан-Диего.
В 2015 году Хеффернан и Харун Мехмединович стали соучредителями SKYGLOW, краудфандинговой книги и проекта Blu-Ray, направленных на борьбу с растущей опасностью и ущербом от городского светового загрязнения. Кампания по сбору средств вызвала широкую огласку и завершилась 9 мая 2015 года, став четвёртой по успеху кампанией Kickstarter за всю историю в категории «Фотокниги». Книга SKYGLOW вышла в апреле 2017 года на сайте SKYGLOWPROJECT.COM и была создана совместно с Международной ассоциацией темного неба.